# Zubin Potok
Zubin Potok (în albaneză Zubin Potok sau Zubin Potoku; în sârbă Зубин Поток, cu alfabetul latin: Zubin Potok) este un municipiu și oraș din districtul Kosovska Mitrovica, din nordul Kosovo. Face parte din Nordul Kosovo, o regiune o majoritate sârbă ce acționează independent față de albanezii majoritari din Kosovo. Potrivit recensământului din 1991, municipiul avea o populație de 8.479 de locuitori.

## Statistici demografice
| Structura etnică, inclusiv PSI                         |               |             |            |     |            |     |               |
| An/Populație                                           | Sârbi         | %           | Albanezi   | %   | Alte etnii | %   | Total         |
| 1991                                                   | Aprox. 7750   | 89,1        | Aprox. 850 | 9,8 | 100        | 1,1 | Aprox. 8,700  |
| Ianuarie 1999                                          | Aprox. 11,000 | Aprox. 91,7 | 850        | 7,1 | N/A        | N/A | Aprox. 12,000 |
| Statistici actuale                                     | 14,000        | 93,9        | Aprox. 800 | 5,4 | N/A        | N/A | Aprox. 14,900 |
| Ref: OSCE Arhivat în 6 iunie 2011, la Wayback Machine. |               |             |            |     |            |     |               |

## Economia
Zubin Potok este de fapt o comunitate agricolă, dar nivelul producției agricole a fost în scădere din cauza lipsei de investiții. Făbricile locale au fost, de asemenea, puternic afectate de lipsa de consumatori în părțile dominate de albanezi în Kosovo. Deoarece cele mai multe fabrici au fost stabilite ca filiale ale principalelor lanțuri de fabrici sârbești pentru a servi piața din Kosovo, muncitorii lor sunt încă angajați, însă lucrează și sunt plătiți la o dată variabilă.

## Zonele locuite
Lista zonelor locuite din municipiu:

Primul nume este în limba sârbă, iar al doilea în limba albaneză
| - Banja / Banjë - Brnjak / Bërnjak - Bube / Bubë - Cabra / Cabrë - Cecevo / Çeqevë - Cesanovice / Çeshanoviq - Crepulja / Crepulë - Čitluk / Čitluk - Donje Varage / Varagë - Drajinovice / Drainoviq - Dren / Dren - Gornji Jasenovik / Jasenoviku i Epërm - Gornji Strmac / Stramci i Epërm - Janinc / Jaqnenicë - Junake / Junce | - Kozarevo / Kozarevo - Krligate / Krligatë - Lucka Reka / Lluçkarekë - Medjedji Potok / Prroj i Megjës - Oklace / Oklace - Rezala / Rezallë - Rujiste / Rujishtë - Tusice / Tushiqë - Velika Kaldura / Kalludra e Madhe - Velji Breg / Bregu i Madh - Vojmislice / Vojmisliq - Zecevice / Zeçevicë - Zubin Potok / Zubinpotok - Zupce / Zupcë |